# In Your Room (cançó de Depeche Mode)
«In Your Room» és el trentè senzill de la banda musical Depeche Mode i, quart i darrer de l'àlbum Songs of Faith and Devotion. Fou llançat el 10 de gener de 1994 al Regne Unit, on arribà a la vuitena posició de la llista de senzills.
Es tracta d'un tema de base minimalista ambiental, molt fosca i amb una lletra força sensual. És una analogia sobre les relacions d'interdependència amb la parella, de forma introspectiva i amb una musicalització ambiental, amb efectes sostinguts de buit. Tanmateix, per la versió comercial del senill, la musicalització fou remesclada totalment pel productor Butch Vig, amb la veu de Gahan regravada, amb un to rock i un apropament al corrent grunge de l'àlbum. Així doncs, en el senzill es troben dues versions de la cançó pràcticament oposades, una suau i ambiental, i una altra força poderosa i rockera.
La versió inclosa en el senzill, coneguda com a «Zephyr Mix», és completament diferent de la versió original inclosa en l'àlbum. El senzill també inclou les versions «Apex Mix», produïda per Brian Eno i que és més semblant a l'original, i «The Jeep Rock Mix», produïda per Johnny Dollar i que també fou inclosa en Remixes 81−04. La cara-B és una remescla anomenada «Adrenaline Mix» de la cançó de l'àlbum Higher Love.
Pel videoclip del senzill van utilitzar la versió «Zephyr Mix», dirigit per l'habitual Anton Corbijn. La meitat blanc i negre, i l'altra meitat en color. S'hi troben referències als videoclips de diverses cançons anteriors com «Strangelove», «I Feel You», «Walking in My Shoes», «Halo», «Enjoy the Silence», «Personal Jesus», «Condemnation» o «Never Let Me Down Again». Corbijn va definir-lo com una retrospectiva del treball que havia realitzat per Depeche Mode. També es va rumorejar que Corbijn tenia el pressentiment que el cantant Dave Gahan moriria abans de publicar noves cançons degut als seus problemes amb les drogues, però irònicament fou el darrer senzill on Alan Wilder era membre de la banda, i també el darrer videoclip on va aparèixer. Fou inclòs en les compilacions de vídeos The Videos 86>98 (1998), Devotional de (2004) i The Best of Depeche Mode Volume 1 (2006).
La cançó va ser tocada a totes les gires des de la seva publicació, tot i que a vegades de manera intermitent. Als concerts de les primeres gires (1993 i 1994) van interpretar la versió original de l'àlbum, però des de 1998 van canviar per la versió «Zephyr Mix». Durant la gira Tour of the Universe de 2009 van tocar una combinació d'ambdues versions.
La banda Amphibious Assault va versionar la cançó per LP District Six i la cantant Tori Amos també l'ha versionada a diverses ocasions en directe.
Aquest fou el primer senzill de Depeche Mode on l'edició estàndard va aparèixer en format digital de CD.

## Llista de cançons
12": Mute/12Bong24 (Regne Unit)
1. "In Your Room" (Zephyr Mix) − 4:52
2. "In Your Room" (Apex Mix) − 6:45
3. "In Your Room" (The Jeep Rock Mix) − 6:19
4. "Higher Love" (Adrenaline Mix) − 7:49
5. "In Your Room" (Extended Zephyr Mix) − 6:43

12": Mute/L12Bong24 (Regne Unit)
1. "In Your Room" (directe) − 6:52
2. "Policy of Truth" (directe) − 5:08
3. "World in My Eyes" (directe) − 6:16
4. "Fly On The Windscreen" (directe) − 5:20
5. "Never Let Me Down Again" (directe) − 5:01
6. "Death's Door" (directe) − 2:45

12": Mute/P12Bong24 (Regne Unit)
1. "In Your Room" (The Jeep Rock Mix) − 6:19
2. "Higher Love" (Adrenaline Mix) − 7:49
3. "In Your Room" (Extended Zephyr Mix) − 6:43

12"/Casset: Sire/Reprise 41362-0 i Sire/Reprise 41362-4 (Estats Units)
1. "In Your Room" (Extended Zephyr Mix) − 6:43
2. "In Your Room" (Apex Mix) − 6:45
3. "In Your Room" (The Jeep Rock Mix) − 6:19
4. "Higher Love" (Adrenaline Mix) − 7:49

Casset: Mute/CBong24 (Regne Unit)
1. "In Your Room" (Zephyr Mix) − 4:52
2. "Higher Love" (Adrenaline Mix) − 7:49

CD: Mute/CDBong24 (Regne Unit)
1. "In Your Room" (Zephyr Mix) − 4:52
2. "In Your Room" (Extended Zephyr Mix) − 6:43
3. "Never Let Me Down Again" (directe) − 5:01
4. "Death's Door" (directe) − 2:45

CD: Mute/LCDBong24 (Regne Unit)
1. "In Your Room" (directe) − 6:52
2. "Policy of Truth" (directe) − 5:08
3. "World in My Eyes" (directe) − 6:16
4. "Fly On The Windscreen" (directe) − 5:20

CD: Mute/XLCDBong24 (Regne Unit)
1. "In Your Room" (The Jeep Rock Mix) − 6:19
2. "In Your Room" (Apex Mix) − 6:45
3. "Higher Love" (Adrenaline Mix) − 7:49

CD: Mute/CDBong24X (Regne Unit, 2004) i Reprise/CDBong24/R2-78893F (Estats Units, 2004)
1. "In Your Room" (Zephyr Mix) − 4:52
2. "Higher Love" (Adrenaline Mix Edit) − 4:48
3. "In Your Room" (Apex Mix) − 6:45
4. "In Your Room" (The Jeep Rock Mix) − 6:19
5. "Higher Love" (Adrenaline Mix) − 7:49
6. "In Your Room" (Extended Zephyr Mix) − 6:43
7. "In Your Room" (directe) − 6:52
8. "Policy of Truth" (directe) − 5:08
9. "World in My Eyes" (directe) − 6:16
10. "Fly On The Windscreen" (directe) − 5:20
11. "Never Let Me Down Again" (directe) − 5:01
12. "Death's Door" (directe) − 2:45

CD: Sire/Reprise 41362-2 (Estats Units)
1. "In Your Room" (Zephyr Mix) − 4:52
2. "In Your Room" (Extended Zephyr Mix) − 6:43
3. "Higher Love" (Adrenaline Mix) − 7:49
4. "In Your Room" (The Jeep Rock Mix) − 6:19
5. "Policy of Truth" (directe) − 5:08
6. "In Your Room" (Apex Mix) − 6:45
7. "In Your Room" (directe) − 6:52

- Els temes en directe foren enregistrats en un concert realitzat a Liévin (França), el 29 de juliol de 1993.
- La versió Zephyr Mix de «In Your Room» fou remesclada per Butch Vig amb guitarres addicionals de Doug Erikson.
- La versió Adrenaline Mix Edit de «Higher Love» fou remesclada per François Kevorkian i Goh Hotoda.
- La versió Apex Mix de «In Your Room» fou remesclada per Brian Eno i Markus Dravs.
- La versió The Jeep Rock Mix de «In Your Room» fou remesclada per Johnny Dollar i Portishead.